# Liste bekannter Epigrammatiker
Die Liste bekannter Epigrammatiker erfasst bekannte Epigrammdichter von Antike bis in die Gegenwart.

## Antike

### Griechische Antike
- Asklepiades von Adramyttion
- Asklepiades von Samos
- Antipatros von Sidon
- Antipatros von Thessalonike
- Hegesippos
- Meleagros von Gadara
- Poseidippos
- Simonides von Keos

### Griechische Spätantike
- Palladas
- Paulus Silentiarius

### Lateinische Antike
- Catull
- Domitius Marsus
- Martial

## Lateinische Spätantike
- Ausonius

## Renaissance und frühe Neuzeit
- Euricius Cordus
- Gilbert Ducher
- Clément Marot
- Johannes Secundus

## Barock
- August Augspurger
- John Owen
- John Owen

## Aufklärung
- Gotthold Ephraim Lessing

## Klassik
- Friedrich Rückert
- Johann Wolfgang von Goethe
- Johann Christian Auernhammer = Christian Wallis (1793–1862) schrieb Epigrammatische Versuche und andere epigrammatische Werke.

## Gegenwart
- Josef Eberle Poeta laureatus
- Erich Kästner schrieb Kurz und bündig: Epigramme. Köln und Berlin 1959.
- Edgar Lee Masters, etwa in seiner Spoon River Anthology
- Alan J. Perlis schrieb humorvolle Epigramme über die Programmierung (Epigrams in Programming)